# فرانك ويبر
فرانك ويبر (بالألمانية: Frank Weber)‏ هو دراج على المضمار ألماني، ولد في 12 مارس 1963 في بيلفلد في ألمانيا.

## وصلات خارجية
- فرانك ويبر على موقع أرشيف الدراجات (الإنجليزية)
- فرانك ويبر على موقع أوليمبيديا (الإنجليزية)